# القسوم (حرض)

تعديل مصدري - تعديل

القسوم هي إحدى قرى عزلة حرض بمديرية حرض التابعة لمحافظة حجة، بلغ تعداد سكانها 443 نسمة حسب تعداد اليمن لعام 2004.